# Sender Pforzheim-Dillweissenstein

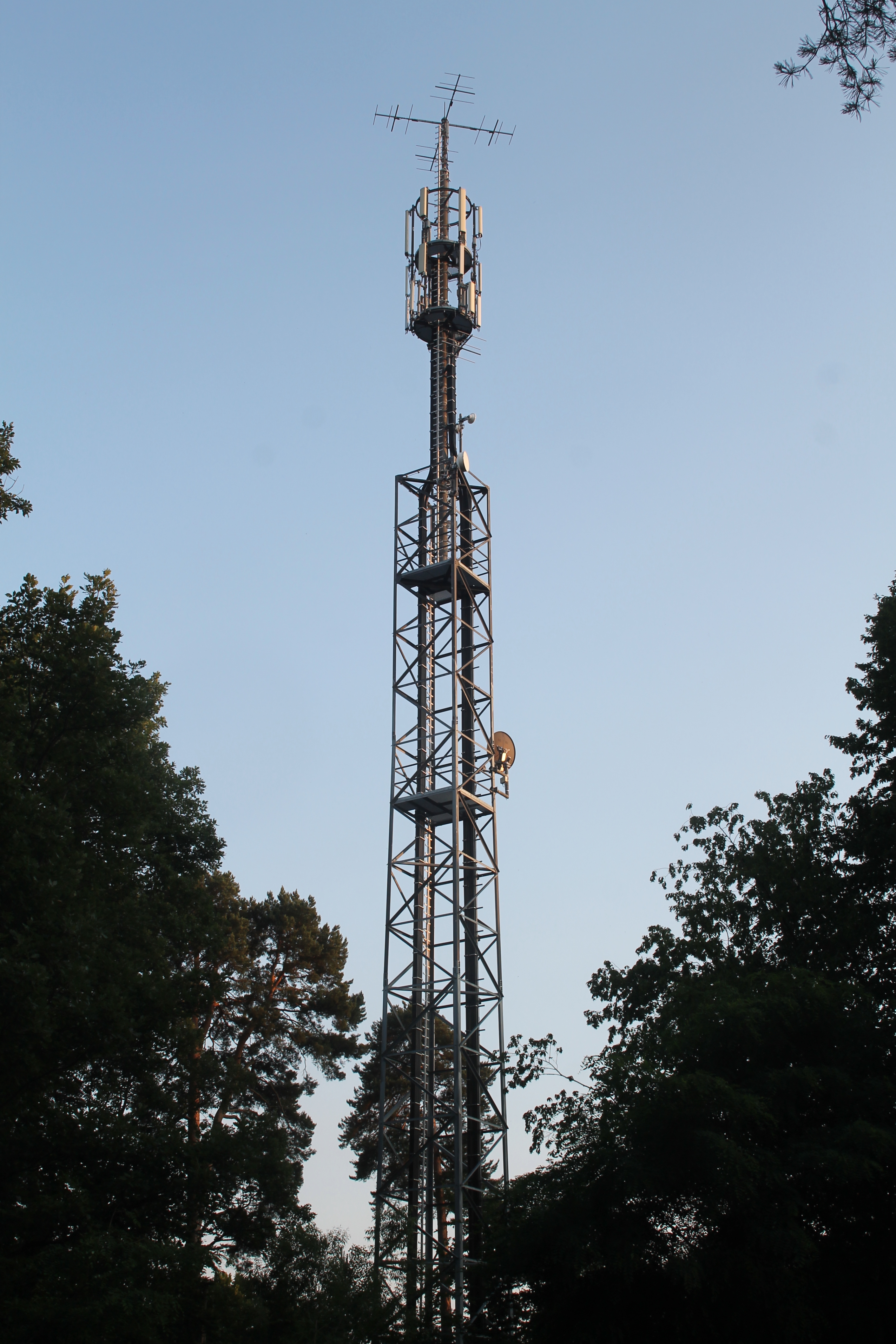
Sender Pforzheim-Dillweissenstein

Der Sender Pforzheim-Dillweissenstein ist eine Sendeanlage der Deutschen Telekom AG in Pforzheim, welche zur Verbreitung von Radioprogrammen im UKW-Bereich dient. Als Antennenträger kommt ein 53 Meter hoher Stahlfachwerkturm zum Einsatz, der vermutlich 2009 als Ersatz für einen kleineren Turm errichtet wurde.

## Programme
| Frequenz in MHz | Programm               | Effektive Sendeleistung in kW | Polarisation |
| --------------- | ---------------------- | ----------------------------- | ------------ |
| 89,2            | Deutschlandfunk (DLF)  | 0,1                           | horizontal   |
| 95,2            | Deutschlandfunk Kultur | 0,5                           | horizontal   |